# Archer Avenue Line
As Linhas da Avenida Archer:
- em inglês:  BMT Archer Avenue Line, operada pelo BMT (em inglês:  Brooklyn-Manhattan Transit Corporation)
- em inglês:  IND Archer Avenue Line, operada pelo IND (em inglês:  Independent Subway System)

são duas linhas de trânsito rápido do metrô de Nova Iorque, principalmente rodando sob avenida Archer, no bairro Jamaica, em Queens. Ambos os operadores, BMT e IND são as subdivisões da mesma Divisão B do Metrô de Nova Iorque.
Foram inauguradas em 11 de dezembro de 1988 (36 anos).
As duas linhas são construídas em níveis diferentes. Os comboios que vão desde o linha de Boulevard Queens (IND) () chegam ao nível superior, e comboios que vêm de linha de Jamaica (BMT) (/) estão dirigindo no nível inferior.